# 2016. októberi kibertámadás
A 2016. októberi kibertámadásra 2016. október 21-én, pénteken került sor a Dynamic Network Services Inc. (Dyn) internetes vállalkozás ellen. A Dyn ellen elosztott szolgáltatásmegtagadással járó támadást (DDoS) intéztek, amelyet a New World Hackers nevű szervezet vállalt magára.
Több nagy látogatottságú weboldal vált elérhetetlenné világszerte, mint például a Twitter, PayPal, eBay, Netflix. Legfőképp az Amerikai Egyesült Államokat és Nyugat-Európát érintette az eset.